# チ-5号事件
チ-5号事件（チ-5ごうじけん）とは、1951年に発生した偽札事件である。

## 概要
1951年3月17日、山梨の銀行と東京の八百屋で偽造千円札が発見され、これを皮切りに長野、大阪、愛知で偽造千円札が発見された。
山梨県警の聞き込み捜査から有力情報が入り、そこから総勢24名が芋づる式に逮捕されて、村ぐるみでの偽札造りが判明した。首謀者は葡萄酒ブローカーをしていた元海軍主計中尉であった。共犯には元陸軍中佐、植木職人、元小学校校長、写真製版業、消防団長などがいた。
メンバーの1人が静岡県の業者から葡萄酒のラベルを印刷すると称してオフセット印刷機を購入。インクや用紙も静岡県内で別のメンバーが調達した。印刷機は、農家の土間に地下室「コウジ製造室」に据え、外部からは分からないように隠蔽した環境で偽札作りが進められた。印刷に必要な資金は、知人などに海底からスズを引き上げるなどの偽の投資話を通じて280万円を集めた。1950年12月頃から写真製版を行い、1951年3月7日から12日の間に偽札1200万円相当を印刷した。同年3月17日頃から3人が、他のメンバーの反対を押し切って名古屋市、松本市、東京都内で使用して発覚した。

## その他
この偽札事件は2009年の日本映画「ニセ札」のモデルになった。